# Maria Elena Camerin
Maria Elena Camerin (* 21. März 1982 in Motta di Livenza, Provinz Treviso) ist eine ehemalige italienische Tennisspielerin.

## Karriere
Camerin spielt seit 1997 auf der WTA Tour, auf der sie bislang drei Doppeltitel gewann. Die ersten Erfolge gelangen ihr am 2. Oktober 2005 in Guangzhou mit der Schweizerin Emmanuelle Gagliardi und eine Woche später in Taschkent mit der Französin Émilie Loit. 2006 folgte ein Turniersieg in Cincinnati an der Seite von Gisela Dulko. Alle drei Titel gewann sie auf Hartplatz.
Im Einzel konnte Camerin noch kein WTA-Turnier gewinnen, allerdings bereits zehn ITF-Turniere. Ihre beste Platzierung in der WTA-Weltrangliste erreichte sie im Einzel im Oktober 2004 (Rang 41) und im Doppel im Juli 2006 (Platz 33).
Zwischen 2001 und 2005 spielte sie fünf Partien für die italienische Fed-Cup-Mannschaft, die sie allesamt verlor. Ein weiterer Einsatz erfolgte 2011 gegen Schweden im Doppel, bei dem ihr zusammen mit Roberta Vinci der bislang einzige Sieg bei einer Fed-Cup-Partie gelang.
Für Italien nahm sie 2004 auch an den Olympischen Spielen teil, sie schied dort im Einzel in Runde zwei gegen Amélie Mauresmo aus.

## Turniersiege

### Einzel
| Nr. | Datum             | Turnier         | Kategorie    | Belag             | Finalgegnerin             | Ergebnis      |
| --- | ----------------- | --------------- | ------------ | ----------------- | ------------------------- | ------------- |
| 1.  | 3. September 2000 | Spoleto         | ITF $10.000  | Sand              | Maret Ani                 | 6:2, 7:67     |
| 2.  | 15. April 2001    | San Luis Potosí | ITF $25.000  | Sand              | Martina Müller            | 6:4, 7:5      |
| 3.  | 22. April 2001    | Coatzacoalcos   | ITF $25.000  | Hartplatz         | Gabriela Voleková         | 6:1, 6:3      |
| 4.  | 21. Oktober 2001  | Sedona          | ITF $25.000  | Hartplatz         | Brie Rippner              | 6:3, 4:6, 6:3 |
| 5.  | 11. November 2002 | Pittsburgh      | ITF $50.000  | Hartplatz (Halle) | Marija Scharapowa         | 7:64, 6:2     |
| 6.  | 20. April 2003    | San Luis Potosí | ITF $25.000  | Sand              | Maria Vanina Garcia Sokol | 6:0, 6:4      |
| 7.  | 3. Mai 2009       | Cagnes-sur-Mer  | ITF $100.000 | Sand              | Zuzana Ondrášková         | 6:1, 6:2      |
| 8.  | 6. Juni 2009      | Nottingham      | ITF $50.000  | Rasen             | Stefanie Vögele           | 6:2, 4:6, 6:1 |
| 9.  | 3. Juni 2012      | Grado           | ITF $25.000  | Sand              | Yvonne Meusburger         | 6:2, 6:3      |
| 10. | 2. September 2012 | Bagnatica       | ITF $10.000  | Sand              | Karin Knapp               | 7:65, 6:4     |

### Doppel
| Nr. | Datum           | Turnier    | Kategorie    | Belag     | Partnerin            | Finalgegnerinnen                         | Ergebnis      |
| --- | --------------- | ---------- | ------------ | --------- | -------------------- | ---------------------------------------- | ------------- |
| 1.  | 2. Oktober 2005 | Guangzhou  | WTA Tier III | Hartplatz | Emmanuelle Gagliardi | Neha Uberoi Shikha Uberoi                | 7:65, 6:3     |
| 2.  | 9. Oktober 2005 | Taschkent  | WTA Tier IV  | Hartplatz | Émilie Loit          | Anastassija Rodionowa Galina Woskobojewa | 6:3, 6:0      |
| 3.  | 23. Juli 2006   | Cincinnati | WTA Tier III | Hartplatz | Gisela Dulko         | Marta Domachowska Sania Mirza            | 6:4, 3:6, 6:2 |

## Abschneiden bei Grand-Slam-Turnieren

### Einzel
| Turnier         | 2001 | 2002 | 2003 | 2004 | 2005 | 2006 | 2007 | 2008 | 2009 | 2010 | 2011 | 2012 | 2013 | 2014 | Karriere |
| --------------- | ---- | ---- | ---- | ---- | ---- | ---- | ---- | ---- | ---- | ---- | ---- | ---- | ---- | ---- | -------- |
| Australian Open | Q3   | 2    | Q1   | 2    | 1    | 3    | 3    | 2    | 1    | Q3   | 1    | Q2   | Q2   | Q1   | 3        |
| French Open     | —    | 1    | 1    | 2    | 1    | 1    | 1    | 1    | Q1   | 1    | Q2   | Q2   | Q1   | —    | 2        |
| Wimbledon       | —    | —    | 2    | 2    | 1    | 1    | 1    | 1    | 1    | 1    | Q2   | 1    | 1    | —    | 2        |
| US Open         | 1    | —    | 2    | 2    | 2    | 1    | 2    | 2    | 1    | 2    | Q1   | Q1   | Q1   | —    | 2        |

Zeichenerklärung: S = Turniersieg; F, HF, VF, AF = Einzug ins Finale / Halbfinale / Viertelfinale / Achtelfinale; 1, 2, 3 = Ausscheiden in der 1. / 2. / 3. Hauptrunde; Q1, Q2, Q3 = Ausscheiden in der 1. / 2. / 3. Runde der Qualifikation; n. a. = nicht ausgetragen

### Doppel
| Turnier         | 2004 | 2005 | 2006 | 2007 | 2008 | 2009 | Karriere |
| --------------- | ---- | ---- | ---- | ---- | ---- | ---- | -------- |
| Australian Open | —    | 1    | 2    | AF   | 1    | —    | AF       |
| French Open     | 2    | 2    | 1    | VF   | 1    | 1    | VF       |
| Wimbledon       | 1    | 1    | AF   | 1    | 2    | 2    | AF       |
| US Open         | 2    | 2    | 1    | AF   | 2    | 1    | AF       |